# Vuelta a España 1968
La 23ª edición de la Vuelta a España se disputó del 25 de abril al 12 de mayo de 1968, con un recorrido de 2990 km dividido en 18 de etapas, dos de ellas dobles, con inicio en Zaragoza y final en Bilbao.
Tomaron la salida 90 corredores, 40 de ellos españoles, repartidos en 9 equipos de los que solo lograron finalizar la prueba 51 ciclistas.
El vencedor, el italiano Felice Gimondi, cubrió la prueba a una velocidad media de 37,958 km/h. imponiéndose al español José Pérez-Francés, al cual se le negaba una vez más la victoria en la Vuelta ciclista a España. Gimondi igualaba así la gesta de ganar las tres Grandes Vueltas que Anquetil lograra años antes. Jan Janssen logró la victoria en la clasificación por puntos y Francisco Gabica la de la montaña. 
De las etapas disputadas, ocho fueron ganadas por ciclistas españoles.

## Etapas
| Etapa | Recorrido                   | Km       | Ganador de la etapa    | Líder de la clasificación general |
| 1ªa   | Zaragoza-Zaragoza           | 130      | Jan Janssen            | Jan Janssen                       |
| 1.ªb  | Zaragoza-Zaragoza           | 4 (CRI)  | Jan Janssen            | Jan Janssen                       |
| 2.ª   | Zaragoza-Lérida             | 195      | Michael Wright         | Jan Janssen                       |
| 3.ªa  | Lérida-Barcelona            | 165      | Tomaso De Pra          | Jan Janssen                       |
| 3.ªb  | Barcelona-Barcelona         | 38       | Rudi Altig             | Rudi Altig                        |
| 4.ª   | Barcelona-Salou             | 108      | Michael Wright         | Michael Wright                    |
| 5.ª   | Salou-Vinaroz               | 106      | Rudi Altig             | Rudi Altig                        |
| 6.ª   | Vinaroz-Valencia            | 148      | Pietro Guerra          | Rudi Altig                        |
| 7.ª   | Valencia-Benidorm           | 144      | Wilfried Peffgen       | Rudi Altig                        |
| 8.ª   | Benidorm-Almansa            | 167      | Manuel Martín Piñera   | Manuel Martín Piñera              |
| 9.ª   | Almansa-Alcázar de San Juan | 230      | José María Errandonea  | Rudi Altig                        |
| 10.ª  | Alcázar de San Juan-Madrid  | 173      | Domingo Perurena       | Rudi Altig                        |
| 11.ª  | Madrid-Palencia             | 242      | Ramón Sáez             | Rudi Altig                        |
| 12.ª  | Villalón de Campos-Gijón    | 236      | José Pérez-Francés     | José Pérez-Francés                |
| 13.ª  | Gijón-Santander             | 203      | Victor Van Schil       | José Pérez-Francés                |
| 14.ª  | Santander-Vitoria           | 244      | Eduardo Castelló       | Felice Gimondi                    |
| 15.ª  | Vitoria-Pamplona            | -        | Anulada                | Felice Gimondi                    |
| 16.ª  | Pamplona-San Sebastián      | 204      | Luis Pedro Santamarina | Felice Gimondi                    |
| 17.ª  | Hernani-Tolosa              | 67 (CRI) | Felice Gimondi         | Felice Gimondi                    |
| 18.ª  | Tolosa-Bilbao               | 206      | Manuel Martín Piñera   | Felice Gimondi                    |

## Equipos participantes
| Equipo                   | Jefe de filas         |
| Pelforth-Sauvage-Lejeune | Jan Janssen           |
| Ferrys                   | Eduardo Castelló      |
| Goldor - Gerka           | Eric De Vlaeminck     |
| Fagor                    | José María Errandonea |
| Bic                      | Lucien Aimar          |

| Equipo    | Jefe de filas       |
| Kas       | Carlos Echeverría   |
| Salvarani | Rudi Altig          |
| Karpy     | Fernando Manzaneque |
| Faema     | Antonio Bailetti    |

## Clasificaciones
En esta edición de la Vuelta a España se diputaron cinco clasificaciones que dieron los siguientes resultados:
| \| 1. \| Felice Gimondi \| Italia \| SAL \| 78h 29' 00s \| \| \| 2. \| José Pérez-Francés \| España \| KAS \| a 2' 15s \| \| \| 3. \| Eusebio Vélez \| España \| FAG \| a 5' 08s \| \| \| 4. \| José María Errandonea \| España \| FAG \| a 5' 19s \| \| \| 5. \| Vittorio Adorni \| Italia \| FAE \| a 5' 26s \| \| \| 6. \| Jan Janssen \| Holanda \| PEL \| a 5' 43s \| \| \| 7. \| Antonio Gómez del Moral \| España \| KAS \| a 5' 55s \| \| \| 8. \| Carlos Echeverría \| España \| KAS \| a 6' 00s \| \| \| 9. \| Lucien Aimar \| Francia \| BIC \| a 6' 40s \| \| \| 10. \| Joseph Spruyt \| Bélgica \| FAE \| a 7' 50s \| \| |                         |         |     |             |  |
| 1. | Felice Gimondi          | Italia  | SAL | 78h 29' 00s |  |
| 2. | José Pérez-Francés      | España  | KAS | a 2' 15s    |  |
| 3. | Eusebio Vélez           | España  | FAG | a 5' 08s    |  |
| 4. | José María Errandonea   | España  | FAG | a 5' 19s    |  |
| 5. | Vittorio Adorni         | Italia  | FAE | a 5' 26s    |  |
| 6. | Jan Janssen             | Holanda | PEL | a 5' 43s    |  |
| 7. | Antonio Gómez del Moral | España  | KAS | a 5' 55s    |  |
| 8. | Carlos Echeverría       | España  | KAS | a 6' 00s    |  |
| 9. | Lucien Aimar            | Francia | BIC | a 6' 40s    |  |
| 10. | Joseph Spruyt           | Bélgica | FAE | a 7' 50s    |  |

| \| 1. \| Jan Janssen \| Holanda \| PEL \| 142 puntos \| \| 2. \| Rudi Altig \| Alemania Occidental \| SAL \| 125 puntos \| \| 3. \| Michael Wright \| Reino Unido \| BIC \| 122 puntos \| |                |                     |     |            |
| 1. | Jan Janssen    | Holanda             | PEL | 142 puntos |
| 2. | Rudi Altig     | Alemania Occidental | SAL | 125 puntos |
| 3. | Michael Wright | Reino Unido         | BIC | 122 puntos |

| \| 1. \| Francisco Gabica \| España \| FAG \| 62 puntos \| \| 2. \| Antonio Gómez del Moral \| España \| KAS \| 55 puntos \| \| 3. \| José Pérez-Francés \| España \| KAS \| 30 puntos \| |                         |        |     |           |
| 1. | Francisco Gabica        | España | FAG | 62 puntos |
| 2. | Antonio Gómez del Moral | España | KAS | 55 puntos |
| 3. | José Pérez-Francés      | España | KAS | 30 puntos |

| \| 1. \| Carlos Echeverría \| España \| KAS \| 10 puntos \| |                   |        |     |           |
| 1.                                                          | Carlos Echeverría | España | KAS | 10 puntos |

| \| 1. \| KAS \| España \| KAS \| 235h 41' 10s \| |     |        |     |              |
| 1.                                               | KAS | España | KAS | 235h 41' 10s |